# 대신가
대신가(일본어: 大臣家 다이진케[*])는 공가의 가격 중 하나로, 섭관가, 청화가에 이어 셋째 가는 격이다.
대신가는 본래 청화가의 서류 가문으로, 청화가에 준하여 승진한다. 대신직에 결원이 발생할 경우, 대신가 구성원은 대납언에서 근위대장을 거치지 않고 바로 내대신으로 승진할 수 있다. 그러나 청화가와 달리 근위대장을 대신과 겸직할 수 없다. 명목상 승진 한계는 태정대신이지만 우대신까지 승진한 예도 드물고, 내대신을 넘어 승진한 사례는 매우 적다.
대신가는 이하 3가가 해당한다. 메이지 유신 이후 백작가가 되었으나 오기마치산조 가는 후작가로 승격했다.
- 오기마치산조 가: 후지와라 북가 간인 류 산조 류 서가
- 산조니시 가: 후지와라 북가 간인 류 산조 류 서가
- 나카노인 가: 무라카미 겐지 고가 가와 동조.